# Wilhelm von Meyern-Hohenberg
Friedrich Justus Karl Alexander Wilhelm von Meyern, seit 1817 Meyern-Hohenberg, (* 19. Oktober 1773 in Holzminden; † 9. Dezember 1848 in Dresden) war ein preußischer Generalmajor.

## Leben

### Herkunft
Seine Eltern waren Johann Gottlob von Meyern (* 29. Februar 1720; † 27. März 1789) aus dem ursprünglich vogtländischen Adelsgeschlecht von Meyern und dessen zweite Ehefrau Johanna Christiane Wilhelmine, geborene von Schauroth (* 9. April 1741; † 25. Dezember 1800). Der Vater war bayreuthischer Kammerherr, Hof- und Landschaftsrat sowie herzoglich braunschweigischer Landdrost des Weserdistrikts.

### Militärkarriere
Meyern kam am 21. November 1786 als Gefreitenkorporal in das Infanterieregiment „von Bonin“ der Preußischen Armee. Dort wurde er am 22. Oktober 1788 Fähnrich und am 17. Juni 1790 Sekondeleutnant. Als solcher kämpfte er 1794/95 während des Feldzuges in Polen bei Rawka, Wola und Powonst sowie bei der Einnahme von Warschau. Im Gefecht bei Powonst wurde er verwundet. Am 4. August 1801 avancierte Meyern zum Premierleutnant und als 1806 der Vierte Koalitionskrieg ausbrach, kämpfte er bei Halle. In der Zeit wurde er am 6. September 1806 Stabskapitän. Nach dem Krieg wurde er am 16. August 1807 Kapitän, bevor er am 22. Oktober 1807 infolge der vernichtenden Niederlage der preußischen Armee in der Schlacht von Jena und Auerstedt inaktiv gestellt wurde.
Meyern war zur Wiederanstellung vorgesehen, aber erst am 3. April 1813 kam er zum II. Reserve-Bataillon im 4. Ostpreußischen Infanterie-Regiment. Am 5. September 1813 wurde er zum Major befördert und Bataillonskommandeur im 5. Reserve-Infanterie-Regiment. Während der Befreiungskriege kämpfte er in den Schlachten bei Großbeeren, wofür Meyern das Eiserne Kreuz II. Klasse erhielt, bei Dennewitz und Laon. Ferner war er bei dem Sturm auf Arnheim, wofür er das Eiserne Kreuz I. Klasse erwarb und den Belagerungen von Stettin, Wittenberg sowie bei den Einnahmen von La Fere, Soissons und den Gefechten bei Trebbin, Wilmersdorf, Rohlsdorf, Coswig, Druiten, Loenhut, Westmalen, Wineghem und Merkun.
Am 3. Oktober 1815 kam Meyern als Oberstleutnant zum 17. Infanterie-Regiment und stieg am 30. März 1823 zum Oberst auf. Zwischenzeitlich hatte er am 5. Juni 1817 das Erlaubnis erhalten, sich von Meyern-Hohenberg nennen zu dürfen. 1825 bekam er das Dienstkreuz und am 26. März 1828 wurde er mit einer Pension von 1000 Talern in den Ruhestand versetzt. Kurz darauf verlieh König Friedrich Wilhelm III. ihm am 30. April 1828 den Charakter als Generalmajor. Er zog nach Dresden und starb dort am 9. Dezember 1848.

### Familie
Meyern heiratete am 22. Juni 1803 in Tauersee (Solau in Ostpreußen) Sophie Charlotte Eleonore Küchenmeister von Sternberg (* 31. August 1784; † 13. Februar 1827), Erbin von Tauersee. Das Paar wurde 1810 geschieden. Aus der Ehe ging die Tochter Elise (* 17. Juli 1808; † 29. Dezember 1885) hervor, die Gerno von Kownacki heiratete.
Nach der Scheidung heiratete er am 28. November 1814 in Berlin Friederike Marianne Antoniette von Clausnitz (* 23. August 1792; † 16. April 1832), eine Tochter des Majors Ernst Franz von Clausnitz. Das Paar hatte mehrere Kinder:
- August (* 14. November 1815; † 11. November 1830), Kadett
- Wilhelm Anton (* 26. Dezember 1816; † 16. Juli 1866), gefallen als K.u.k. Hauptmann in Condino
- Leo (* 14. Oktober 1818; † 28. November 1818)
- Ernst Anton Wilhelm (* 31. Mai 1820; † 13. September 1830)
- Antonie Elise Auguste (* 1. Januar 1822; † 5. Februar 1857) ⚭ Richard  von Wurmb (* 27. August 1806; † 18. September 1880), königlich sächsischer Generalmajor
- Friedrich Wilhelm Anton (* 12. Juli 1824; † 29. April 1825)
- Alfred Karl Wilhelm (* 26. Februar 1826; † 13. März 1908), Oberst a. D.
- Friedrich Wilhelm Ottomar (* 1830; † 23. Januar 1830)

Nach ihrem Tod heiratete er am 9. April 1836 in der Berliner Georgenkirche Dorothea Elisabeth Kersten (* 1794), verwitwete Sasse, eine Tochter des Scharrenschlächters Gottfried Kersten.